# Glossochilus
Glossochilus là chi thực vật có hoa trong họ Acanthaceae.